# فوجیوارا نو کانه‌سوکه
فوجیوارا نو کانه‌سوکه (به ژاپنی: (藤原兼輔, Fujiwara no Kanesuke); ۱ ژانویهٔ ۰۸۷۷ – ۱۶ مارس ۰۹۳۳) چوناگون، شاعر، و نویسنده در دوره هی‌آن اهل ژاپن بود. نوهٔ او موراساکی شیکیبو، نویسنده کتاب معروف داستان گنجی بود.